# Вускович, Педро
Педро Вускович Браво (исп. Pedro Vuskovic Bravo; 25 февраля 1924, Антофагаста — 10 мая 1993, Мехико) — чилийский экономист и политический деятель хорватского происхождения. Министр экономики в правительстве Сальвадора Альенде, автор экономического плана его правительства. Много лет занимался академической деятельностью, как в Чили, так и в Мексике.

## Биография
Родился в Антофагасте, окончил Университет Чили и начал в нём преподавать статистику. Одновременно стал работать в Экономической комиссии ООН для Латинской Америки, которой отдал 20 лет своей жизни. Автор экономической программы Народного единства, в 1970 году, после победы на выборах Сальвадора Альенде, был назначен президентом на пост министра экономики.
В экономике начал политику национализации стратегических предприятий и горнодобывающей промышленности, заморозки цен на товары первой необходимости и ускорение земельной реформы. Чтобы побороть саботаж со стороны собственников, в 1971 году объявил о введении государственного контроля за экономикой: «Цель наших действий, которая будет достигнута путём отмены частной собственности, состоит в разрушении экономических оснований империализма и правящего класса». Экономическая политика, заложенная в «плане Вусковича», получила затем от экономистов Руди Дорнбуша и Себастьяна Эдвардса определение «макроэкономического популизма».
В 1972 году на посту министра его сменил Карлос Матус, а сам Вускович был назначен вице-президентом крупнейшей государственной корпорации «Корфо».
После военного переворота в 1973 году был арестован и содержался в концлагере на острове Досон. В результате международного давления выслан из страны. Вместе со многими другими политическими эмигрантами начал преподавать в Мексике, в том числе в Национальном автономном университете Мексики, где одним из его учеников был Жуан Педру Стедиле.
В 1990 году, во время правления Патрисио Эйлвина, ненадолго вернулся в Чили. Однако после этого вернулся в Мексику, где прожил свои последние годы.

## Книги
- Una sola lucha: El desafio politico de Chile. Editorial Nuestro Tiempo. 1978
- La crisis en America Latina: Un desafio continental. Editorial de la Universidad de las Naciones Unidas. 1990
- Pobreza y desigualdad en America Latina. UNAM. 1993